# Carl Wickland
Carl August Wickland (* 1. Februar 1861 in Schweden; † 13. November 1945) war Psychiater und Forscher des Paranormalen. Er wanderte früh in die Vereinigten Staaten aus, wo er Allgemeinmedizin studierte und sich auf Geisteskrankheiten spezialisierte. Nach der Leitung des National Psychopathic Institute von Chicago gründete er 1918 das National Psychological Institute. Seit 1924 veröffentlicht er Bücher zum Thema „Paranormale Psychologie“.

## Leben

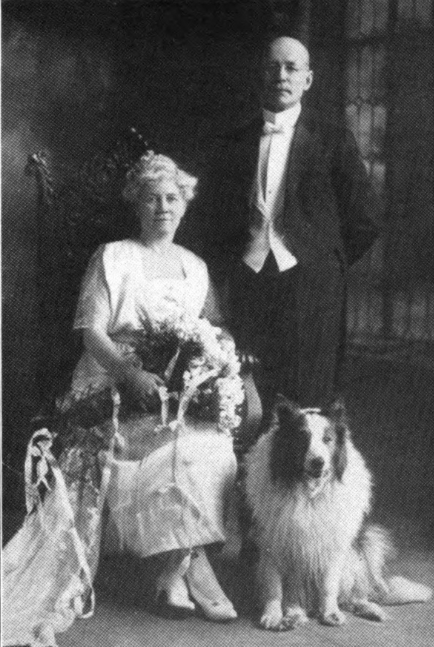
Carl Wickland mit Frau

Wickland wanderte 1880 in die USA aus und heiratete 1896 Anna W. Anderson. 1900 schloss er sein Studium am Durham Medical College in Chicago ab und wurde ein Allgemeinmediziner, der sich auf die Erforschung von Geisteskrankheiten spezialisierte.
1909 wurde Dr. Wickland leitender Psychiater des National Psychopathic Institute von Chicago. 1918 zog er nach Los Angeles und gründete das National Psychological Institute, eine gemeinnützige Körperschaft für psychologische Forschung. Das Institut verfügte über eine Heilanstalt, in der bis zu zehn Patienten behandelt werden konnten.
1924 schrieb Wickland in Zusammenarbeit mit seinen Assistenten Nelle Watts, Celia und Orlando Goerz das Buch Thirty Years Among the Dead (deutsch Dreißig Jahre unter den Toten), worin er seine Erfahrungen mit paranormaler Psychologie detailliert beschreibt.
1934 publizierte Wickland ein weiteres Buch namens Gateway of Understanding (deutsch Das Tor des Verstehens).
| Personendaten    | Personendaten                                              |
| ---------------- | ---------------------------------------------------------- |
| NAME             | Wickland, Carl                                             |
| ALTERNATIVNAMEN  | Wickland, Carl August (vollständiger Name)                 |
| KURZBESCHREIBUNG | Schriftsteller, Psychiater und Erforscher des Paranormalen |
| GEBURTSDATUM     | 1. Februar 1861                                            |
| GEBURTSORT       | Schweden                                                   |
| STERBEDATUM      | 13. November 1945                                          |